# 五爱隧道
五爱隧道，是位于中国辽宁省沈阳市的一座穿越浑河的隧道。是沈阳奥体中心的配套工程，也是南北二干线快速路的组成部分。2007年10月19日开工，2008年8月1日通车。北起五爱街，南接天坛一街，全长1760米，其中水下段长1350米。宽28.8米，高4.5米，双向6车道，设计使用年限100年。